# Vlag van Vloesberg
De vlag van Vloesberg is op 18 september 1995 bij raadsbesluit vastgesteld als de vlag van de Henegouwse gemeente Vloesberg. De vlag kan als volgt worden beschreven:
Wit met het blauwe middeleeuwse kasteel.
De vlag werd pas op 29 mei 1996 bevestigd door de Franse Gemeenschapsregering. De vlag is volledig gebaseerd op het gemeentewapen en ziet er dus helemaal hetzelfde uit.